# Chelu e mare
Chelu e mare (in italiano: Cielo e mare) è un album di Maria Carta, pubblicato nel 1992 dalla Music of the World, è una raccola di canti tradizionali sardi nelle diverse varianti linguistiche dell'isola.

## Tracce
1. Ballu - (logudorese, Boghe 'e ballu), 3:48
2. Ninnia a Gesus -  (Ninna nanna) già pubblicata con il titolo (Ninna nanna 'e Nadale) nell'LP Delirio, 2:38
3. A su fogu - (testo di Francesco Masala, logudorese, Filugnana), 2:30
4. Dies irae - (attribuito a Tommaso da Celano, testi in lingua sarda logudorese G.M. Dettori, Maria Carta), dall'album Dies Irae,  3:32
5. Fizu, su coro - (testo di Maria Carta in logudorese, Ninna nanna), 3:36
6. Tralallera - (testo di Gavino Gabriel, in gallurese), 2:46
7. Acco su fogu -  (testo di Ignazio Delogu in logudorese, Fa diesis), 2:34
8. Nuoresa -  (testo in logudorese, A sa nuoresa),	2:34
9. A ninnia - (Ninna nanna, in gallurese e logudorese), 3:09
10. Ave Maria catalana -  (Ave Maria tradizionale in catalano, Alghero),  3:33
11. Muttos 'e amore  - (mutos tradizionale in logudorese, 1:59
12. Corsicana - (testo Gavino Pes, Corsicana tradizionale in logudorese, 3:22
13. Chelu E Mare - (testo Salvatore Farina e adattamento di Maria Carta, tradizionale in logudorese, 2:28
14. Sonos 'e memoria - (testo in logudorese di Maria Carta), musica di Giuseppe Rachel - No potho reposare), 3:07
15. A mama mia - (testo in logudorese di Maria Carta), disisperada, 3:03
16. A bezzos 'e iddha mia - (testo in logudorese di Maria Carta), Cantu in re a cappella), 1:55
17. Ave Maria - (Deus ti salvet Maria) Bonaventura Licheri, gosos, 4:26
18. Trallallera -  - (tradizionale campidanese, Trallallera, 1:51